# Carphochaete
Carphochaete là một chi thực vật có hoa trong họ Cúc (Asteraceae).

## Loài
Chi Carphochaete gồm các loài: